# Široka strana moja rodnaja
Grande è la mia Patria (in russo: Широка страна моя родная, traslitterato: Široka strana moja rodnaja, conosciuto anche come Песня о Родине, traslitterato: Pesnja o Rodine, in italiano: Canto sulla Patria) è un canto patriottico Sovietico composto nel 1936 da Isaak Dunaevskij con il testo scritto da Vasilij Ivanovič Lebedev-Kumač. È stata presentata per la prima volta nel film Cirk (Il circo) uscito nello stesso anno.